# Kamienny Smug
Kamienny Smug – kolonia w Polsce położona w województwie kujawsko-pomorskim, w powiecie golubsko-dobrzyńskim, w gminie Golub-Dobrzyń w sołectwie Nowogród na zachód od jeziora Plebanka przy trasie z miasta Golub-Dobrzyń do wsi Rudaw. Kamienny Smug stanowi część parafii Nowogród diecezji włocławskiej. 
W latach 1975–1998 miejscowość administracyjnie należała do województwa toruńskiego.